# 444
Rok 444 (CDXLIV) byl přestupný rok, který podle juliánského kalendáře započal sobotou. V té době byl tento rok znám jako Rok konzulátu Theodosia a Aginatia (méně často jako 1197 Ab urbe condita). Pod číslem 444 začal být tento rok uváděn až ve středověku, kdy Evropa začala užívat systém pro označení let Anno Domini (leta páně). 
Podle židovského kalendáře došlo k přelomu let 4204 a 4205. 

## Události
- Římský generál Flavius Aetius (magister militum) rozmísťuje Alany okolo Valence a Orleáns a potlačuje tak vzpoury v Bretaňsku.
- Eudocia, nejstarší dcera císaře Valentiniána III., je zasnoubena s Hunerichem, synem vandalského krále Geisericha.
- Attila se usazuje podél řeky Tisa (dnešní Maďarsko) a plánuje vpád na Balkán.
- Infekce (pravděpodobně Cypriánův mor) zasáhla Britské ostrovy a učinila zemi zranitelnou vůči vnitřním nepokojům.
- Svatý Patrik zakládá irské město Armagh.
- Papež Lev I. umírňuje gallikánský vikariát.
- Dioskoros I. se stává alexandrijským patriarchou.

## Úmrtí
- 27. června – Cyril Alexandrijský, církevní Otec a alexandrijský patriarcha

## Hlavy států
- Papež – Lev I. Veliký (440–461)
- Východořímská říše – Theodosius II. (408–450)
- Západořímská říše – Valentinianus III. (425–455)
- Franská říše – Clodio (428–448)
- Perská říše – Jazdkart II. (439–457)
- Vizigóti – Theodorich I. (419–451)
- Vandalové – Geiserich (428–477)
- Hunové – Attila (435–453)